# Skylar Dunn
Skylar Dunn est une actrice américaine née le 16 août 2007 à Branford, dans le Connecticut. Elle a reçu un Young Artist Awards pour son Second rôle dans The Greatest Showman.

## Filmographie
- 2017 : The Greatest Showman